# Publicis
Publicis (Euronext PUB) és un grup de comunicació francès fundat el 1926 per Marcel Bleustein-Blanchet que té com a principal accionista la seva filla, Élisabeth Badinter. Gestionat per Arthur Sadoun, és un dels tres principals grups de comunicació del món per facturació, present en un centenar de països dels cinc continents i que dona feina a uns 80.000 empleats.